# Drabant (astronomi)
 For alternative betydninger, se Drabant. (Se også artikler, som begynder med Drabant)
En drabant er et objekt (f.eks. måne eller satellit) i kredsløb om en planet eller en dværgplanet.
| Astronomi | Spire Denne artikel om astronomi er en spire som bør udbygges. Du er velkommen til at hjælpe Wikipedia ved at udvide den. |